# UFC 39
UFC 39: The Warriors Return fue un evento de artes marciales mixtas celebrado por Ultimate Fighting Championship el 27 de septiembre de 2002 en el Mohegan Sun Arena, en Uncasville, Connecticut, Estados Unidos.

## Historia
La pelea Rodríguez/Couture fue una de las cuatro peleas en la historia de UFC en terminar en la quinta ronda. Las otras fueron BJ Penn vs. Diego Sánchez en UFC 107, Anderson Silva vs. Chael Sonnen en UFC 117 y Demetrious Johnson vs. John Moraga en UFC on Fox 8.

## Resultados

### Tarjeta preliminar
- Peso wélter: Sean Sherk vs. Benji Radach

Sherk derrotó a Radach vía TKO (corte) en el 4:16 de la 1ª ronda.
- Peso medio: Matt Lindland vs. Ivan Salaverry

Lindland derrotó a Salaverry vía decisión unánime.

### Tarjeta principal
- Peso medio: Phil Baroni vs. Dave Menne

Baroni derrotó a Menne vía KO (golpes) en el 0:18 de la 1ª ronda.
- Peso pesado: Tim Sylvia vs. Wesley Correira

Sylvia derrotó a Correira vía TKO (parada del equipo) en el 1:43 de la 2ª ronda.
- Peso pesado: Gan McGee vs. Pedro Rizzo

McGee derrotó a Rizzo vía TKO (parada del equipo) en la primera ronda.
- Peso ligero: Caol Uno vs. Din Thomas

Uno derrotó a Thomas vía decisión unánime.
- Peso ligero: B.J. Penn vs. Matt Serra

Penn derrotó a Serra vía decisión unánime.
- Campeonato de Peso Pesado: Ricco Rodriguez vs. Randy Couture

Rodriguez derrotó a Couture vía sumisión (codazos) en el 3:04 de la 5ª ronda.
|  | Semifinales | Semifinales | Semifinales |  |  | Final (UFC 41) | Final (UFC 41) | Final (UFC 41) |  |
|  |             |             |             |  |  |                |                |                |  |
|  |             |             |             |  |  |                |                |                |  |
|  | Caol Uno    |             |             |  |  |                |                |                |  |
|  |             |             |             |  |  |                |                |                |  |
|  | Din Thomas  |             |             |  |  |                |                |                |  |
|  |             | Caol Uno    |             |  |  |                |                |                |  |
|  |             |             |             |  |  |                |                |                |  |
|  |             |             | BJ Penn     |  |  |                |                |                |  |
|  | BJ Penn     |             |             |  |  |                |                |                |  |
|  |             |             |             |  |  |                |                |                |  |
|  | Matt Serra  |             |             |  |  |                |                |                |  |
|  |             |             |             |  |  |                |                |                |  |
|  |             |             |             |  |  |                |                |                |  |